# 진공펌프

진공펌프(vacuum pump)는 부분 진공을 남길 목적으로 밀폐된 부피로부터 기체 분자를 끌어오는 장치이다. 진공펌프가 하는 일은 용적 내 상대진공을 만들어내는 것이다. 최초의 진공펌프는 1650년 오토 폰 게리케에 의해 발명되었으며 고대로 거슬러 올라가면 흡입펌프가 전신이다.